# بيت محمود محرم
بيت محمود محرم أو المسافر خانة هو أحد البيوت الأثرية القديمة بمدينة القاهرة.
أنشئ على يد الحاج محمود بن محرم سنة 1193 هـ / 1779م. يقع بين دربي المسمط والطبلاوي بحي الجمالية.:240